# Syrrhopodon africanus
Syrrhopodon africanus är en bladmossart som beskrevs av Jean Édouard Gabriel Narcisse Paris 1898. Syrrhopodon africanus ingår i släktet Syrrhopodon och familjen Calymperaceae. Inga underarter finns listade i Catalogue of Life.